# Nico Haasbroek
Nico Haasbroek (Amersfoort, 17 december 1943) is een Nederlands journalist. Hij is voormalig hoofdredacteur van het NOS Journaal.
Na de ulo en kweekschool belandde Haasbroek in 1966 bij de VPRO. Daar werkt hij onder andere samen met zijn tweelingbroer Jan Haasbroek. Haasbroek werkte als journalist voor verschillende programma's, waaronder het actualiteitenprogramma VPRO-Vrijdag, Dingen van de dag en Embargo. Tussen 1977 en 1983 was hij correspondent voor de VPRO en de VARA in Bonn en New York.
In juni 1983 verliet Haasbroek de VARA om hoofdredacteur te worden bij de regionale omroep Radio Rijnmond in Rotterdam. In 1988 schopte hij het ook tot directeur van de lokale zender Stads TV Rotterdam. Toen zijn broer Jan daar in 1995 hoofdredacteur werd, leverde hun dit de bijnaam "Berlusconi’s aan de Maas" op.

## Hoofdredacteur van het NOS-journaal
Begin 1997 maakte Haasbroek de overstap naar het NOS Journaal om daar als algemeen hoofdredacteur te gaan werken. De keuze viel vooral op hem vanwege zijn onconventionele stijl van leidinggeven, iets waar het Journaal op dat moment behoefte aan had. De eerste anderhalf jaar kon zijn aanpak rekenen op draagvlak. Onder zijn leiding werd ook besloten om de journaals 's nachts te herhalen. 
Haasbroek verloor echter steun op de redactie vanwege zijn kritiek op Gerri Eickhof die op dat moment verslag deed uit Belgrado, dat op dat moment gebombardeerd werd door de NAVO vanwege het conflict rondom Kosovo. In een van de uitzendingen droeg Eickhof duidelijk zichtbaar een sticker waarbij hij opriep de bombardementen te stoppen. Er vonden verschillende andere incidenten plaats. Het belangrijkste daarvan kwam in mei 2002, nadat Haasbroek openlijk kritiek had geleverd op politiek verslaggever Job Frieszo, die in een uitzending van het NOS Journaal aangaf dat Pim Fortuyn de eerste politicus sinds Hans Janmaat was geweest die artikel 1 van de Grondwet wilde afschaffen en daarbij ter illustratie het verkiezingsprogramma van de Centrum Democraten in beeld bracht. De kritiek van Haasbroek hierop en op de NOS-verslaggeving rond de verkiezingen van 2002 in het algemeen viel niet in goede aarde, en kort daarop moest hij het veld ruimen. In 2004 verscheen het boek Journaaljaren van de hand van Haasbroek waarin hij terugblikt op zijn hoofdredacteurschap.

## Periode na ontslag
Na zijn ontslag bij het NOS Journaal zou Haasbroek zich onder meer bezighouden met de oprichting van de radiozender Humor FM en de lancering van een eigen opinieblad genaamd Nieuw Rotterdam. De radiozender zou nooit worden opgericht en het blad zou het maar een jaar uithouden. Daarnaast is hij verbonden geweest aan de opleiding Journalistiek van Hogeschool Windesheim in Zwolle.
Haasbroek doceerde bovendien een aantal jaren aan Universiteit van Amsterdam en is tot op heden actief binnen de VVOJ, de werkgroep Andere Publieke Omroep en als gespreksleider van het Mediadiner. Daarnaast reist hij sinds 2011 voor Fanack, de online kroniek voor de MENA-landen de wereld rond, altijd op zoek naar een nieuw verhaal. 
Op 27 november 2012 kwam na KLM-affaires (1980) en Journaaljaren (2004), zijn derde boek uit, Nico's Nieuws. In 2017 verscheen De Middellandman: 100 dagen door een Rotterdamse buurt in transitie.